# جی. هرسشل (دهانه)
جی. هرسشل یک دهانه برخوردی در ماه‌ است.